# КК Пантерс Фирштенфелд
КК Пантерс Фирштенфелд је аустријски кошаркашки клуб из Фирштенфелда. Из спонзорских разлога пун назив клуба тренутно гласи Рајфајзен пантерс Фирштенфелд (Raiffeisen Panthers Fürstenfeld). Тренутно се такмичи у Бундеслиги Аустрије.

## Историја
Клуб је основан 1955. године. У сезони 2007/08. освојио је Бундеслигу Аустрије. Победник Купа Аустрије био је 2009. године.
У сезони 1995/96. клуб се такмичио у Купу Радивоја Кораћа.

## Успеси

### Национални
- Првенство Аустрије:
  - Првак (1): 2008.
  - Вицепрвак (2): 2002, 2010.

- Куп Аустрије:
  - Победник (1): 2009.
  - Финалиста (4): 1999, 2007, 2008, 2011.

- Суперкуп Аустрије:
  - Победник (1): 2009.
  - Финалиста (3): 2008, 2010, 2011.

## Познатији играчи
- Миљан Гољовић